# 和太鼓

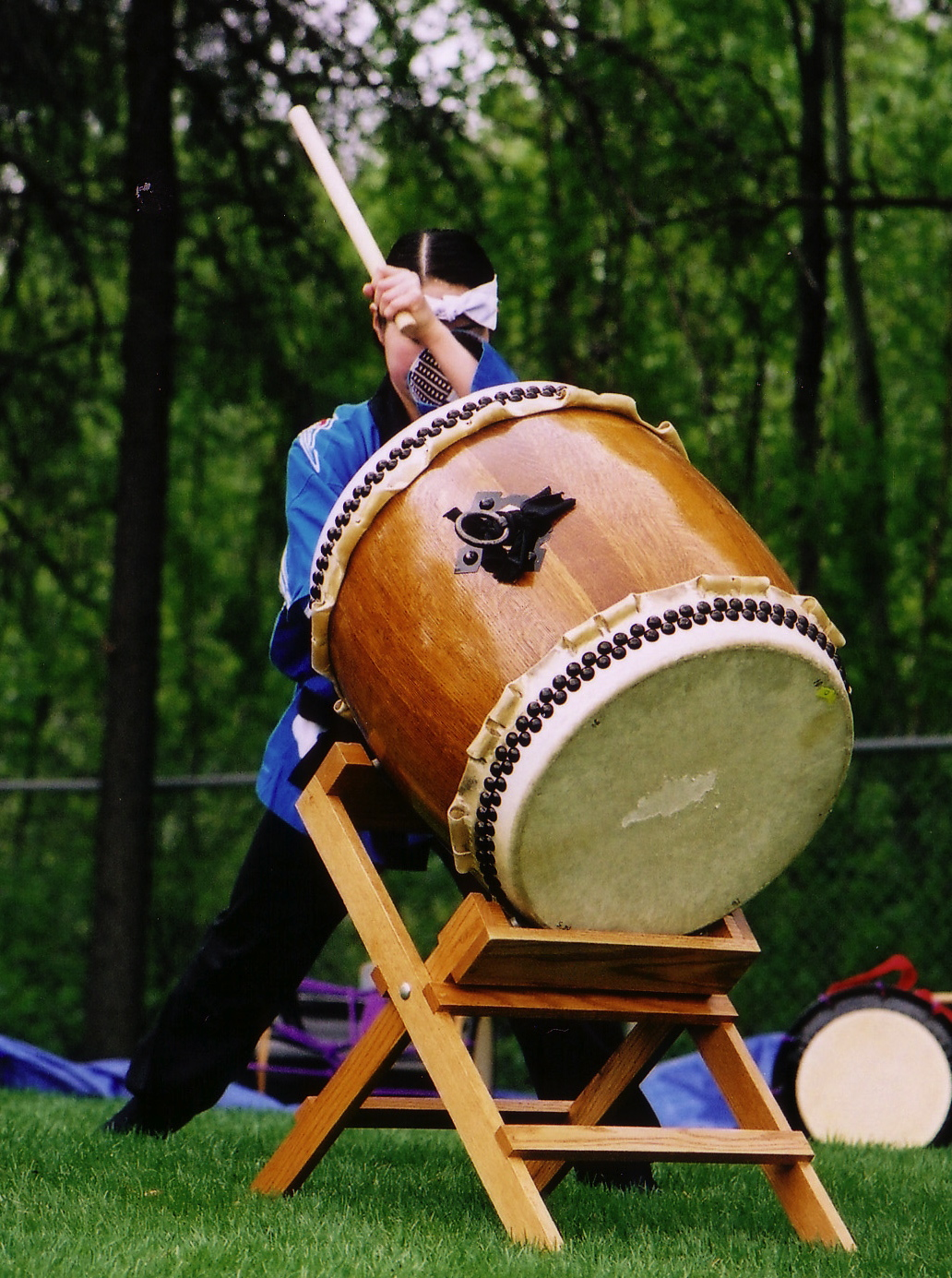
和太鼓の演奏

和太鼓（わだいこ）は、打楽器のひとつ。日本の伝統的な太鼓の総称。木でできた胴に皮を張り、それを振動させて音を出すものである。
古代から祭礼や神社仏閣における儀式等に使用されてきた。芸能分野では田楽や猿楽、神楽や民俗芸能、さらに中世以降は雅楽や能楽、歌舞伎、念仏踊りなどの楽器として用いられてきた。また、天智天皇が作らせたと伝わる「時の太鼓」や前九年の役の絵巻にみられる陣太鼓のように古くから信号具としても用いられてきた。
桴（ばち）で叩くものを太鼓と呼び、手で叩くものは鼓（つづみ）と呼ばれる。
大きさによって、大まかに大太鼓、中太鼓、小太鼓に分けられる。

## 太鼓の構造
代表的な和太鼓の構造は、くりぬき胴か、弧形の側板を箍（たが）で締めた結桶構造である。

### 胴材

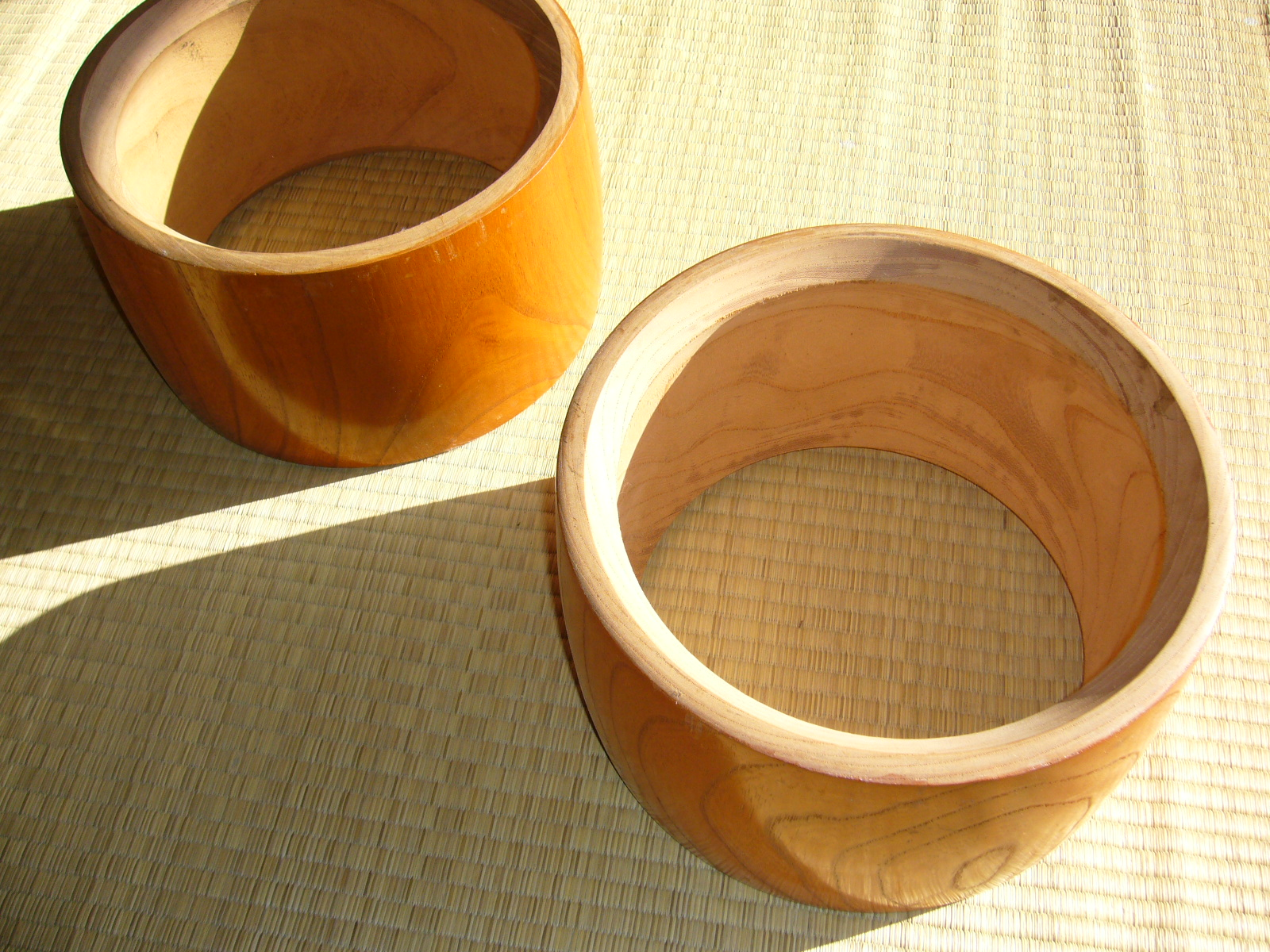
締太鼓の胴

輪切りにした木材の内部をくり抜いて胴にする長胴太鼓の原木にはケヤキやクスノキなどの広葉樹を用いる。ただし、国産は原料不足のためシオジ・センが主流、また海外からはカリン・ナラなどの堅い木材を用いる。

### 皮面
長胴太鼓には牝牛の皮を用いることが多い。
牛の皮（メスは絹、オスまたはホルスタインは木綿に例える）を鋲や紐、ターンバックルや金具等で張りとめてつくられ、桴（ばち）と呼ばれる木の棒で皮を叩いて演奏される。皮には基本的に数回の出産を経た雌牛が最良とされるが、大きなものでは、雄牛の皮が利用されることもある。

## 太鼓の形式
長胴太鼓（宮太鼓）
一木造りで原木を輪切りにして内部をくりぬいた胴の太鼓。皮は胴に鋲を用いて留められている（鋲打太鼓）ことが多い。鼓面に巴を描いたものもある。同じ形式の太鼓は宋にあり、これが日本に伝来して江戸時代に普及した。太鼓演奏では中心的楽器となるほか、相撲のふれ太鼓、歌舞伎の下座音楽、祭囃子に用いる。
江戸を中心とした関東では、より小型なお囃子太鼓が多く用いられた。関東ではお囃子太鼓1つに締太鼓2つと鉦1つを組み合わせたものを座って打つ形式のものを用いることが多い。
また、長胴太鼓と素材や構造が同じものに平太鼓がある。胴の3か所に鉄環を付けて方形の木枠に吊り下げた構造で、銅鑼に似ていることから銅鑼太鼓とも呼ばれる。主に演芸場などで下座の鳴り物として用いられてきた全長の短い扁平な太鼓は「平釣太鼓」ということがある。
桶胴太鼓
縦に割られた板を寄せて円形にして胴をつくったもの。低音、音響も大。檜やサワラなどで胴が作られ、比較的軽いのが特徴である。紐締めのものが主流である（ページ上部の写真の奥の鼓面が見えている太鼓の右側がこれにあたる）。
附締太鼓
能楽や長唄に用いる締太鼓を起源とする太鼓。長胴太鼓よりも皮は厚く張りも強い。鉄輪に皮を付けてロープやボルトで締め付けた構造で、締め付け具合が強いほど高音となる。歌舞伎、民謡、三味線等に用いられたり、リズムを取るために利用されることが多い。
雅楽太鼓（楽太鼓）
雅楽に用いる中央が膨らんだ鋲留め太鼓で、輪台という台付枠に取り付けられている。
団扇太鼓
円形の枠に1枚の膜を張った太鼓である。法華宗・日蓮宗で唱題するときに用いる。
- 大太鼓（長胴太鼓）
- 桶胴太鼓
- 締太鼓
- 大國魂神社の宝物殿から出された御太鼓（くらやみ祭 2013年5月撮影）

## 桴
下座音楽では撥と表記する。桴の材質は、硬い桴には樫や欅が使われ、柔らかい桴には檜、杉、樅が使われる。太鼓踊りのような民俗芸能では、竹や柳の長桴を使うこともある。
桴は単に太鼓の皮を叩くための太鼓の付属品ではなく、太鼓の縁や桴同士を叩き合わせて音を出す、一種の打楽器である。
- 締太鼓の桴(右)と長胴太鼓の桴
- 大國魂神社の御太鼓の桴（2011年5月撮影）

## 奏法

### 支持方法
和太鼓の支持方法には、補助器具を用いない直置型または手持型、台などに固定する設置型と釣型がある。
移動可能な和太鼓の場合、片手で持つ携帯型、身体に吊る紐固定型、棒で担ぐ荷い型、台車に載せる曳太鼓型、山車や屋台に固定して移動する曳山型、大人数で担いで移動する舁山型（かきやまがた）がある。

### 発音方法
和太鼓の発音方法には、手で直接打つ手打、片手の一本バチ、両手の二本バチがある。

### 演奏姿勢
和太鼓の打面角度は水平、垂直、斜め（急または緩）に分けられる。
- 小型の和太鼓の場合、あぐら型、正座型、立奏型などがある[7]。
- 中型の和太鼓の場合、挟み型、開脚低位型、開脚立奏型、立奏型などがある[7]。
- 大型の和太鼓の場合、開脚立奏型、腰掛型などがある[7]。

移動可能な和太鼓の場合、片手で持つ携帯型、身体に吊る紐固定型、棒で担ぐ荷い型、台車に載せる曳太鼓型、山車や屋台に固定して移動する曳山型、大人数で担いで移動する舁山型（かきやまがた）がある。

### 奏者と太鼓の数による分類
- 単式単打法: 1人の奏者が1個の太鼓を演奏する。
- 単式複打法: 1人の奏者が複数の太鼓を演奏する。大小の太鼓や締太鼓などを使い分けることにより、音色の変化を表現できる。
- 複式単打法: 複数の奏者が1個の太鼓を演奏する。太鼓の両面、または大型の太鼓が用いられる。
- 複式複打法: 複数の奏者が複数の太鼓を演奏する。複数の異なる太鼓が複数の奏者で使い分けられることにより、集団で大胆な音色の変化を表現できる。

## 歴史
打楽器の歴史は古く、日本での太鼓の歴史は紀元前500年頃に遡る。
日本神話の天岩戸の場面でも桶を伏せて音を鳴らしたと伝えられている。長野県茅野市にある尖石遺跡では、皮を張って太鼓として使用されていたのではないかと推定される土器(有孔鍔付土器)も出土している。群馬県佐波郡境町の前橋天神山古墳から「太鼓を打つ人物埴輪」像が出土し、古墳時代（3世紀末から6世紀）には日本に太鼓が存在していたことがわかっている。
中世に入ると、田楽などの発達などによって囃子太鼓が隆盛した。戦国時代になると、戦国大名達が自軍の統率をとるために太鼓を利用した陣太鼓（武田信玄の御諏訪太鼓21人衆等）が興る。
江戸時代には祭礼行事の伴奏としての太鼓演奏のほかに、太鼓好きが集まって太鼓を打つ「のら打ち」なども行なわれ、昭和初期（1930年代）には太鼓の技術や芸を競う太鼓打ち競技会なども現れた。1943年には小倉祇園太鼓が登場する映画『無法松の一生』がヒットし、クライマックスの太鼓打ちシーンが人々に強い印象を残し、その後何度もリメイクされるほど人気を博した。また、温泉地などで観光客向けに地元の太鼓を披露するようにもなった。第二次大戦後の1951年に、明治時代に途絶えていた御諏訪太鼓が小口大八によって復元された際に、多数の太鼓だけで演奏する組太鼓スタイルが考案され、1970年代以降、創作和太鼓の鬼太鼓座、鼓童といったプロの組太鼓集団の出現と流行をきっかけとして、各地にアマチュアの和太鼓グループが無数に誕生し、バブル期のふるさと創生一億円事業や宝くじ助成金などの経済的支援を背景に、町おこしや青少年の育成などに和太鼓が用いられる一方、和太鼓集団の海外公演を通じて欧米をはじめとする世界中に知られるに至った。

## 芸能、音楽としての太鼓

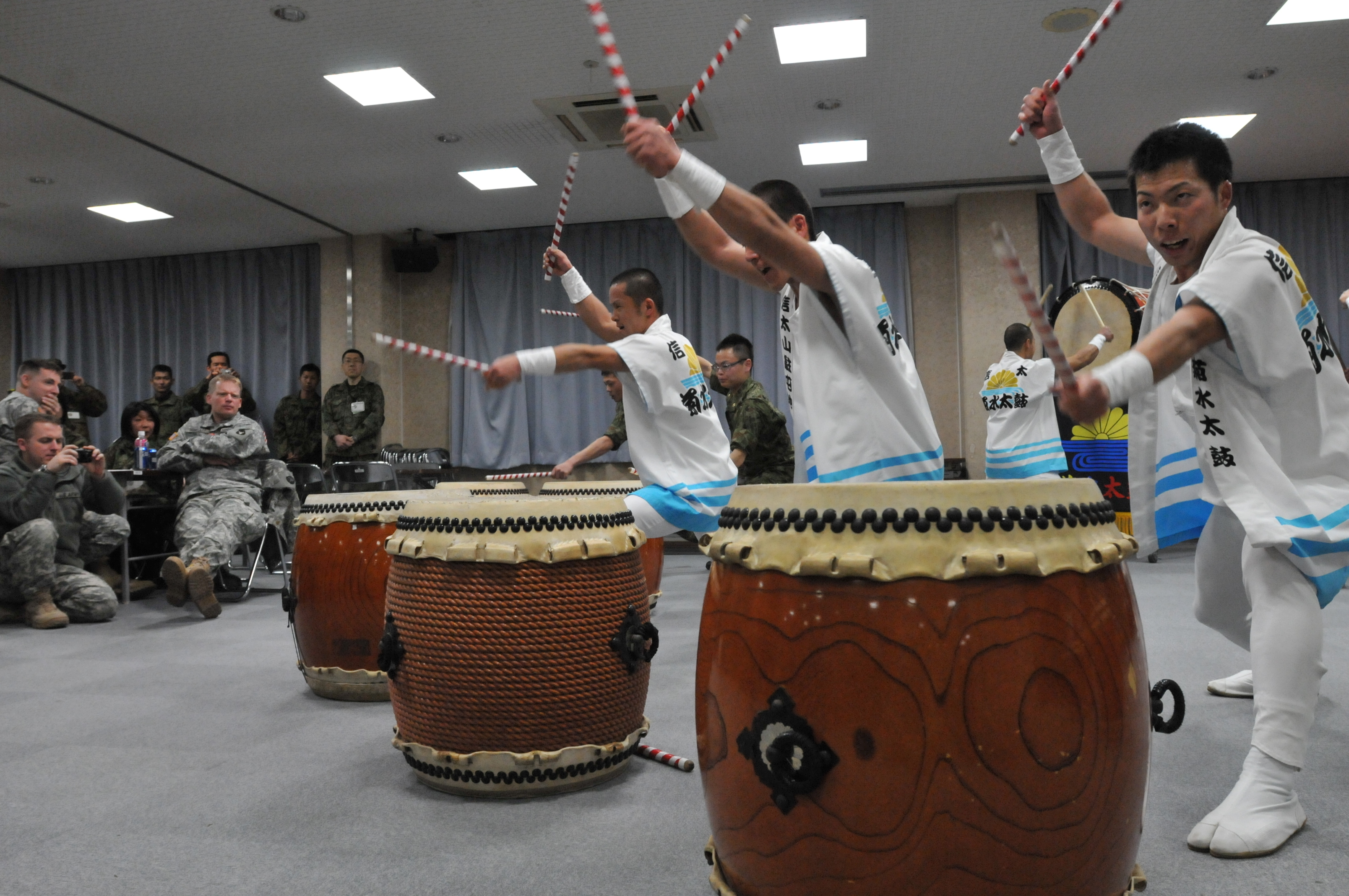
文化交流の一環として、外国軍の前で和太鼓の演奏を披露する陸上自衛官

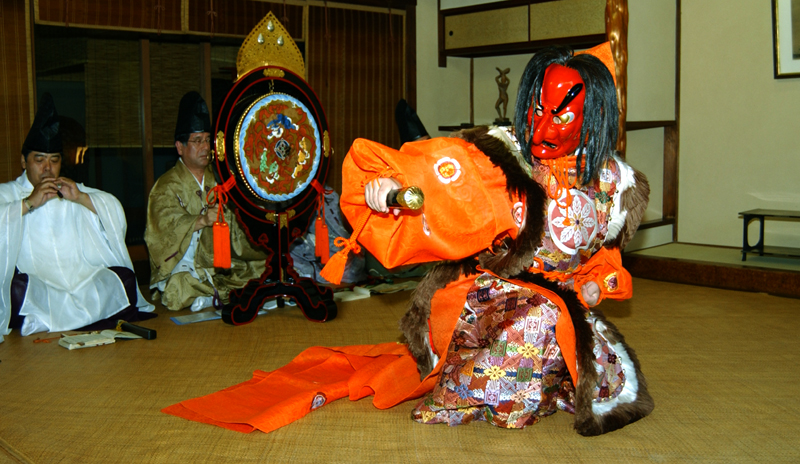
舞楽「抜頭」の演奏。左奥に楽太鼓が見られる

### 雅楽
雅楽では管弦に用いる楽太鼓と、舞楽で用いる大太鼓（だだいこ）とがある。舞台の正面に構えられる。楽節の終わりごとに太鼓の一撃が入り、楽曲全体を統率する重要な要素である。また見た目も支柱の漆塗りをはじめ本体にも色とりどりの装飾が施されている。外側を朱色の火炎が取り巻いていることから、火焔太鼓とも呼ばれる。
神道では古くから太鼓が多く用いられた。神楽（囃子）などにその一端が見られる。単体での演奏の他、篠笛などと組み合わせる演奏も多く見られる。仏教では、法華宗・日蓮宗の団扇太鼓以外では、真言宗などで、護摩焚きの時の般若心経などの読経時に太鼓を使う（法楽太鼓）他は、もっぱら木魚（法華宗・日蓮宗では木柾）と鈴が使われるが、大規模な行事には銅鑼や鉦鼓などと一緒に太鼓が用いられる。
このほか仏教と神道の境界が曖昧である農村信仰として、田楽やイタコの口寄せ（交霊）にも太鼓が使われることが多い。

### 歌舞伎
江戸時代、歌舞伎が隆盛すると、下座音楽に使われ、効果音として取り入れられた。下座音楽における太鼓の使用方法は、打ち方によって表現する情景が高度に体系化されている。例えば細めの桴で細かく叩くと雨の音、布を巻いた桴で弱く柔らかい音を低く響かせると雪の音、それらの合間に別の桴を水平に宛て、鼓面の震えを拾ってビリビリという音をたてると雷や雪崩の音を表現するといった具合である。また幽霊の出現など、本来ありえない音響を抽象的に表現する場合にも用いられる。

### 組太鼓
戦後になってから、長野県の御諏訪太鼓がジャズドラムを参考にして、大小の太鼓をドラムセットのように組み合わせた「組太鼓」形式を開発した。音程がある楽器を基本的に使わない複式複打法の組太鼓が誕生した。

## 新しい和太鼓時代の到来（祭り太鼓から舞台演奏へ）

### 舞台興行太鼓の誕生
1950年（昭和25年）、日本で初めて舞台興行を目的とした「福井豊年太鼓みどり会」（福井県福井市勝見地区）が生まれた。和太鼓のみならず、芸能的要素を多分に兼ね備え、2009年7月現在、発足時のメンバーが福井市内に2名（斉藤茂雄、岡口一二）健在で、今も現役の太鼓奏者である。（関連人物：高山正行）

### プロ和太鼓集団の誕生
活動期間が9か月間という短期間で解散してしまった「王将太鼓」が日本初のプロ和太鼓集団。「王将太鼓」は、1966年（昭和41年）2月22日、大阪市浪速区の新世界で、高山正行を中心として誕生した。和太鼓界で初めて大手芸能プロダクションが運営に携わった。しかし、同年11月に解散、9か月間の活動という幻の太鼓チームで終わった。その後、1968年（昭和43年）に東京で「助六太鼓」が結成され、2016年現在も続いている。
1971年（昭和46年）、高山正行の指導のもと、田耕が「鬼太鼓座」（おんでこざ）を創設。長距離走をトレーニングに取り入れることを特色としたこの団体は、ボストンマラソンを完走してそのまま舞台に上がり演奏するというデビューを飾り、注目を集めた。折からの日本の現代音楽における邦楽器ブーム（1960年代後半から1970年代前半）もあり、鬼太鼓座のために書かれた石井眞木作曲の『モノクローム』『モノプリズム』を始め現代音楽と積極的に関わる。しかし座長の田耕と団員との分裂により、鬼太鼓座と袂を分けた新団体「鼓童」が1981年に発足した。両団体は2016年現在も並立して現存している。

## 太鼓に関連する慣用句
鼓に比べて太鼓は馴染みの深い打楽器であり、太鼓という語は打楽器の代名詞としても使用される。
太鼓焼き
今川焼きの呼称のひとつで、その形から呼ばれるようになったもの。
太鼓腹
中年太りの腹を太鼓の膨らんだ胴に見立てた呼称。

## 海外における和太鼓
アメリカ合衆国では日系人の多い西海岸を中心に1960年代末に日系コミュニティの祭りなどで演奏されるようになった。人種差別や第二次大戦中の強制収容などによって民族的誇りを傷つけられ、心理的に苦難の道を歩んでいた日系人の若者にとって和太鼓はプライドや自己表現のツールとなったほか、「静かで従順」といった北米におけるアジア系女性のステレオタイプに対する対抗的言説や、反人種差別・反同性愛差別などの政治的メッセージを含むこともあった。北米における和太鼓普及に貢献したパイオニアとしては、1967年に渡米した戦後移民の田中誠一が御諏訪太鼓と大江戸助六太鼓を組み合わせて始めた「サンフランシスコ太鼓道場」(英語記事)、ロサンゼルス洗心寺が盆太鼓をもとに始めた日系アメリカ人による最初の和太鼓チーム「緊那羅（きんなら）太鼓」、仏教青年会の日系三世を中心に様々な音楽的伝統を加味して始めた「サンノゼ太鼓」があり、いずれも1970年前後に結成され、それぞれ異なった特色を持ち味とした。サンフランシスコ太鼓の田中は日本人街で踊りだけの静かな祭を見て物足りなく思い、見よう見まねで太鼓を披露したところ日系一世の老人たちが非常に喜んだことに感激し、日米を行き来して太鼓を習い、太鼓を持ち込むなどして和太鼓の普及に尽力した。1975年には鬼太鼓座がボストン・マラソン完走後ゴールで大太鼓を打つというパフォーマンスで一躍有名になり、1981年に結成された鼓童とともに海外で人気を集め、北米和太鼓シーンに影響を与えた。
1990年代以降和太鼓の人気は北米各地に広がり、グループの数が急激に増えるにつれて日系人コミュニティとは直接関わりを持たないグループも多くなり、1997年にはロサンゼルスで第一回目の「北米太鼓コンファレンス」が開催された。同会はその後も隔年イベントとして続行し、2005年にはロサンゼルス市の全米日系人博物館で和太鼓に関する展覧会も開催された。多くの大学で和太鼓チームが結成されはじめ、2007年からは大学太鼓チームの交流大会Intercollegiate Taiko Invitationalも開催されており、2011年時に北米の和太鼓チームは300を超えると言われる。
北米以外でも、和太鼓は南米、ヨーロッパ、アジアの他の国々など、世界の複数の地域で人気を博し始め、各地域で結成される太鼓グループが増えつつある。フランスでは1975年に鬼太鼓座がピエール・カルダン劇場で初公演した際、観客に衝撃を与えるためにカルダンの助言で裸祭りの褌姿で大太鼓を打つことになり、伝統的には褌姿で太鼓を打つ習慣はなかったが、このパリ公演の反響が大きかったことから舞台衣装として褌が着用されるようになった。